# Пейро, Хоакин
Хоаки́н Пейро́ Лу́кас (исп. Joaquín Peiró Lucas; 29 января 1936, Мадрид — 18 марта 2020[…], Мадрид) — испанский футболист, атакующий полузащитник. Известен по выступлениям за «Атлетико Мадрид» и сборную Испании, а также ряд известных итальянских клубов. После завершения карьеры футболиста тренировал ряд известных испанских клубов.

## Биография
Во взрослом футболе Пейро дебютировал в клубе «Атлетико Мадрид», в котором провёл половину своей карьеры, вместе с «Атлетико» он дважды завоёвывал Кубок Испании и побеждал в Кубке обладателей кубков. В 1962 году перебрался в Италию, где и провёл вторую половину своей карьеры. В Италии он играл за «Торино», «Интернационале» и «Рому», наиболее долгий период играл за «Рому», но наиболее успешным на титулы стал его период в «Интере», в составе которого он стал чемпионом Италии, завоевал Кубок чемпионов УЕФА и два Межконтинентальных кубка. Завершил карьеру Пейро в родном для себя «Атлетико» в 1971 году.
В составе национальной сборной Пейро дебютировал 3 июня 1956 года, в матче со сборной Португалии. Всего в составе сборной провёл 12 матчей, в которых забил 5 мячей. Был в составе сборной на чемпионатах мира 1962 и 1966 годов.
Спустя несколько лет после окончания карьеры футболиста Пейро стал тренером во второй команде мадридского «Атлетико», затем тренировал не самые известные испанские клубы. Пиком тренерской карьеры Пейро стала работа в мадридском «Атлетико» в 1990 году. Затем тренировал ряд середняков испанского футбола, среди которых наиболее успешным клубом для него стала «Малага», вместе с которой он победил в Кубке Интертото. Последним клубом, в котором работал Пейро, стал в 2004 году клуб «Реал Мурсия».
Умер 18 марта 2020 года.

## Достижения
- Обладатель Кубка чемпионов УЕФА: 1964/65
- Обладатель Кубка обладателей кубков: 1961/62
- Обладатель Межконтинентального кубка (2): 1964, 1965
- Обладатель Кубка Интертото: 2002
- Чемпион Италии (2): 1964/65, 1965/66
- Обладатель Кубка Испании (2): 1959/60, 1960/61
- Обладатель Кубка Италии: 1968/69